# Filtrat Bogon
El filtratge de Bogon és la pràctica de filtrar bogons, que són adreces IP falses (falses) d'una xarxa d'ordinadors. Els bogons inclouen paquets IP a la Internet pública que contenen adreces que no estan en cap rang assignat o delegat per l'Autoritat de números assignats d'Internet (IANA) o un registre regional d'Internet delegat (RIR) i permesos per a l'ús públic d'Internet. Les àrees d'espai d'adreces no assignats s'anomenen espai bogon.
Els bogons també inclouen alguns intervals d'adreces des de l'espai assignat, també coneguts com a paquets marcians, principalment quan s'utilitzen com a adreça font. Adreces reservades per a xarxes privades [1] [2], com les de 10.0.0.0 / 8, 172.16.0.0 / 12, 192.168.0.0 / 16 i fc00::/7, [2] interfícies de bucle com 127.0.0.0. 8 i ::1, i adreces locals d'enllaç com 169.254.0.0 / 16 i fe80::/64 en formen part. També les adreces de Carrier-grade NAT, Teredo i 6to4 i els prefixos de documentació entren en aquesta categoria.
Molts ISP i tallafocs d'usuari final filtren i bloquegen bogons, perquè no tenen un ús legítim i solen ser el resultat d'una configuració incorrecta accidental o d'una intenció maliciosa. Els bogons es poden filtrar mitjançant llistes de control d'accés d'encaminador (ACL) o mitjançant BGP blackholing.
És possible que les adreces IP que es troben actualment a l'espai bogon no siguin bogons en una data posterior perquè l'IANA i altres registres assignen sovint espai d'adreces nou als ISP. Els anuncis de noves assignacions es publiquen sovint a les llistes de correu dels operadors de xarxa (com ara NANOG) per garantir que els operadors tinguin l'oportunitat d'eliminar el filtratge bogon per a adreces que s'han convertit en legítimes. Per exemple, les adreces de 49.0.0.0 / 8 no estaven assignades abans de l'agost de 2010, però ara les utilitza APNIC. El novembre del 2011, l'Internet Engineering Task Force (IETF) recomana que, com que ja no hi ha cap IPv4/8 no assignat, s'haurien d'eliminar els filtres bogon IPv4 basats en l'estat del registre. Tanmateix, els filtres bogon encara han de comprovar si hi ha paquets marcians.

## Etimologia
El terme bogon prové de l'argot dels pirates informàtics, amb la primera aparició al fitxer Argon a la versió 1.5.0 (data de 1983). Es defineix com el quàntic de bogositat, o la propietat de ser fals. Un paquet bogon sovint és fals tant en el sentit convencional de ser falsificat amb finalitats il·legítimes, com en el sentit hacker de ser incorrecte, absurd i inútil.
Aquestes adreces IP no utilitzades es coneixen col·lectivament com a bogon, una contracció d'"inici de sessió fals" o un inici de sessió des d'un lloc on sabeu que ningú pot iniciar sessió realment.